# Малоссен
Малоссе́н (фр. Malaussène) — коммуна на юго-востоке Франции в регионе Прованс — Альпы — Лазурный берег, департамент Приморские Альпы, округ Ницца, кантон Ванс. До марта 2015 года коммуна административно входила в состав упразднённого кантона Виллар-сюр-Вар (округ Ницца).
Площадь коммуны — 19,48 км², население — 220 человек (2006) с тенденцией к росту: 265 человек (2012), плотность населения — 13,6 чел/км².

## Население
Население коммуны в 2011 году составляло — 263 человека, а в 2012 году — 265 человек.
| 1962 | 1968 | 1975 | 1982 | 1990 | 1999 | 2005 | 2006 | 2010 | 2011 | 2012 |
| ---- | ---- | ---- | ---- | ---- | ---- | ---- | ---- | ---- | ---- | ---- |
| 110  | 114  | 72   | 72   | 129  | 173  | 222  | 220  | 267  | 263  | 265  |

Динамика численности населения:

## Экономика
В 2010 году из 174 человек трудоспособного возраста (от 15 до 64 лет) 131 были экономически активными, 43 — неактивными (показатель активности 75,3 %, в 1999 году — 64,1 %). Из 131 активных трудоспособных жителей работали 120 человек (59 мужчин и 61 женщина), 11 числились безработными (7 мужчин и 4 женщины). Среди 43 трудоспособных неактивных граждан 7 были учениками либо студентами, 22 — пенсионерами, а ещё 14 — были неактивны в силу других причин.
На протяжении 2010 года в коммуне числилось 102 облагаемых налогом домохозяйства, в которых проживало 227,0 человек. При этом медиана доходов составила 17 тысяч 709 евро на одного налогоплательщика.